# فرلان مندی
فرلان مندی (فرانسوی: Ferland Sinna Mendy‎؛ زادهٔ ۸ ژوئن ۱۹۹۵) بازیکن فوتبال اهل فرانسه است که برای باشگاه فوتبال رئال مادرید در لالیگای اسپانیا و تیم ملی فوتبال فرانسه بازی می‌کند.

## عملکرد باشگاهی
از باشگاه‌هایی که در آن بازی کرده‌است می‌توان به باشگاه فوتبال لو آور و باشگاه فوتبال المپیک لیون اشاره کرد.
فرلان مندی در سال ۲۰۱۹ در پنجره ی نقل و انتقالات تابستانی به درخواست زیدان با انتقالی به ارزش ۴۸ میلیون یورو از باشگاه فوتبال المپیک لیون به باشگاه فوتبال رئال مادرید پیوست
او هم اکنون شماره ۲۳ رئال مادرید را در اختیار دارد.
وی همچنین در تیم ملی فوتبال فرانسه بازی کرده‌است.

## زندگی‌نامه
مندی در سن ۱۵ سالگی مدتی را روی ویلچر گذراند و به او گفتند که ممکن است دیگر نتواند هرگز فوتبال بازی کند.
او پسر عموی دروازه‌بان الاهلی یعنی ادوارد مندی است که برای تیم ملی سنگال بازی می کند.

## آمار باشگاهی
تا تاریخ ۲۹ نوامبر ۲۰۲۳
| عملکرد            | عملکرد            | عملکرد            | لیگ       | لیگ       | جام      | جام      | قاره‌ای | قاره‌ای | سایر | سایر | مجموع | مجموع |
| فصل               | باشگاه            | لیگ               | بازی      | گل        | بازی     | گل       | بازی   | گل     | بازی | گل   | بازی  | گل    |
|                   |                   |                   | لیگ کشوری | لیگ کشوری | جام حذفی | جام حذفی | اروپا  | اروپا  | دیگر | دیگر | مجموع | مجموع |
| ----------------- | ----------------- | ----------------- | --------- | --------- | -------- | -------- | ------ | ------ | ---- | ---- | ----- | ----- |
| ۲۰۱۴–۲۰۱۵         | لوآور             | لیگ۲              | ۱         | ۰         | ۰        | ۰        | ۰      | ۰      | ۰    | ۰    | ۱     | ۰     |
| ۲۰۱۵–۲۰۱۶         | لوآور             | لیگ۲              | ۱۱        | ۰         | ۱        | ۰        | ۰      | ۰      | ۰    | ۰    | ۱۲    | ۰     |
| ۲۰۱۶–۲۰۱۷         | لوآور             | لیگ۲              | ۳۵        | ۲         | ۱        | ۰        | ۰      | ۰      | ۰    | ۰    | ۳۶    | ۲     |
| مجموع لوآور       | مجموع لوآور       | مجموع لوآور       | ۴۷        | ۲         | ۲        | ۰        | ۰      | ۰      | ۰    | ۰    | ۴۹    | ۲     |
| ۲۰۱۷–۲۰۱۸         | لیون              | لیگ۱              | ۲۷        | ۰         | ۰        | ۰        | ۷      | ۰      | ۰    | ۰    | ۳۴    | ۰     |
| ۲۰۱۸–۲۰۱۹         | لیون              | لیگ۱              | ۳۰        | ۲         | ۴        | ۱        | ۸      | ۰      | ۰    | ۰    | ۴۲    | ۳     |
| مجموع لیون        | مجموع لیون        | مجموع لیون        | ۵۷        | ۲         | ۴        | ۱        | ۱۵     | ۰      | ۰    | ۰    | ۷۶    | ۳     |
| ۲۰۱۹–۲۰۲۰         | رئال مادرید       | لالیگا            | ۲۵        | ۱         | ۰        | ۰        | ۵      | ۰      | ۲    | ۰    | ۳۲    | ۱     |
| ۲۰۲۰–۲۰۲۱         | رئال مادرید       | لالیگا            | ۲۶        | ۱         | ۰        | ۰        | ۱۱     | ۱      | ۱    | ۰    | ۳۸    | ۲     |
| ۲۰۲۱–۲۰۲۲         | رئال مادرید       | لالیگا            | ۲۲        | ۲         | ۱        | ۰        | ۱۰     | ۰      | ۲    | ۰    | ۳۵    | ۲     |
| ۲۰۲۲–۲۰۲۳         | رئال مادرید       | لالیگا            | ۱۸        | ۰         | ۲        | ۰        | ۵      | ۰      | ۳    | ۰    | ۲۸    | ۰     |
| ۲۰۲۳–۲۰۲۴         | رئال مادرید       | لالیگا            | ۷         | ۰         | ۰        | ۰        | ۴      | ۰      | ۰    | ۰    | ۱۱    | ۰     |
| مجموع رئال مادريد | مجموع رئال مادريد | مجموع رئال مادريد | ۹۸        | ۴         | ۳        | ۰        | ۳۵     | ۱      | ۸    | ۰    | ۱۴۴   | ۵     |
| مجموع آمار        | مجموع آمار        | مجموع آمار        | ۲۰۲       | ۸         | ۹        | ۱        | ۵۰     | ۱      | ۸    | ۰    | ۲۶۹   | ۱۰    |

### آمار پاس گل
| فصل       | تیم        | پاس گل |
| --------- | ---------- | ------ |
| ۲۰۱۵–۲۰۱۶ | لو‌آور      | ۱      |
| ۲۰۱۶–۲۰۱۷ | لو‌آور      | ۵      |
| ۲۰۱۷–۲۰۱۸ | لیون       | ۴      |
| ۲۰۱۸–۲۰۱۹ | لیون       | ۳      |
| ۲۰۱۹–۲۰۲۰ | رئال‌مادرید | ۴      |
| مجموع     | مجموع      | ۱۷     |

## آمار ملی

### بازی‌های ملی
تا تاریخ ۲۵ سپتامبر ۲۰۲۲
| فرانسه | فرانسه | فرانسه |
| سال    | بازی   | گل     |
| ------ | ------ | ------ |
| ۲۰۱۸   | ۱      | ۰      |
| ۲۰۱۹   | ۳      | ۰      |
| ۲۰۲۰   | ۳      | ۰      |
| ۲۰۲۲   | ۲      | ۰      |
| مجموع  | ۹      | ۰      |

## افتخارات

### رئال مادرید
- لالیگا : ۲۰۱۹-۲۰۲۰ ۲۰۲۱-۲۰۲۲
- سوپر جام فوتبال اسپانیا: ۲۰۱۹، ۲۰۲۱
- لیگ قهرمانان اروپا: ۲۰۲۲
- سوپر کاپ اروپا: ۲۰۲۲